# Атака (противотанковая управляемая ракета)
«Атака» (Индекс ГРАУ — 9М120, по классификации МО США и НАТО — AT-9 Spiral-2) — противотанковая управляемая ракета с радиокомандной системой управления, разработанная на базе ракеты 9М114 «Кокон» комплекса «Штурм». Предназначена для поражения бронетехники, живой силы, ДОТов, объектов ПВО и вертолетов.
Ракета разработана в ОАО НПК «КБ Машиностроения» г. Коломна, серийно её изготовляет ОАО «Завод имени В. А. Дегтярева» г. Ковров. Разработчик тандемной БЧ — РФЯЦ-ВНИИЭФ. Предохранительно-исполнительный механизм для БЧ разработан НИТИ(Б). Радиоэлектронная система управления огнем ПТРК "Штурм" и бортовая аппаратура управления ракетой - НИИ "Стрела" (НПО "Стрела"), г. Тула. 

## Конструкция
Система управления ракетой включает в себя расположенные в приборном отсеке ракеты приемник радиокомандной линии и блок ответчика с импульсной лампой, а также расположенные на пусковой установке носителя комплекса пеленгатор импульсной лампы и передатчик команд управления миллиметрового диапазона длин волн. Дугообразные перья (4 шт.) создают дополнительную подъёмную силу, корпус и рули металлические.

## Носители
- вертолёты Ми-24В, Ми-35, Ми-24ВП (Ми-35М), Ми-24ПК-2, Ми-35М2, Ми-28, Ми-28Н (Ми-28НЭ), Ми-8АМТШ (Ми-171Ш), Ка-29 (комплексы 9К113 «Штурм-В» и 9-А-2313 «Атака-В» и их модификации)[5], Ка-52.
- боевые машины 9П149 (см. 9К114 Штурм) и 9П149М комплексов 9К132 «Штурм-СМ» и 9К132Э «Штурм-СМЭ»,
- патрульный катер проекта 14310 «Мираж» (см. Военный парад 1997 № 6(24) ноябрь-декабрь стр. 28-29 Н.Гущин, В.Кашин «Штурм» подкрепляется «Атакой»),

а её модернизация 9М120-1, в приборном отсеке которой расположены приемник радиокомандной линии и блок ответчика с импульсной лампой, а также фотоприёмное устройство и вычислитель, который после анализа сигналов с пусковой установки носителя выбирает либо радиокомандную либо лазерно-лучевую систему управления ракетой 9М120-1, входит в состав всех выше перечисленных носителей, оснащенных пеленгатором и передатчиком команд управления, а также входит в состав носителей, оснащенных передатчиком лазерно-лучевого канала управления:
- комплекса управляемого вооружения (КУВ) «Атака-Т» (индекс Б07С1) боевой машины поддержки танков «Терминатор» (БМПТ, Объект 199)[8][9] и боевой машины огневой поддержки Терминатор-2 (БМПТ-72),
- КУВ «Бережок» (индекс Б05С011) боевой машины пехоты БМП-2М[10][11] и БМП-3М (см. Армия-2017),
- многоцелевого комплекса управляемого ракетного вооружения 9К113У «Штурм-ВУ» вертолета Ка-52[12]
- комплекса управляемого ракетного вооружения «Штурм-ЛК» катера проекта 10412 типа «Светляк» (корабль «Triglav», пр.10412, зав.№ 043) для флота Республики Словения).

Разработчик и изготовитель управляемых ракет 9М120-1 (9М120-1Ф) является ФГУП «КБМ» (с 02.07.2012 г. ФГУП «КБМ» преобразован в ОАО "НПК «КБМ», а в июле 2015 г. — в АО "НПК «КБМ»). Изготовителем управляемых ракет 9М120-1 (9М120-1Ф) также является ОАО «ЗиД».
Предполагается использование ракет 9М120 и 9М120-1 «Атака» в ряде проектов:
- в составе автономного модуля на базе боевой машины 9П149 разработки ФГУП «Саратовский агрегатный завод», продемонстрированного на выставке «МАКС-2003»;
- в составе вооружения боевой разведывательно-диверсионной машина 2Т «Сталкер» белорусского предприятия «Минотор-Сервис»;
- в составе боевого модуля многоцелевого ракетно-пушечного комплекса А3 белорусского предприятия «Тетраэдр».
- в составе модернизированного автономного модуля самообороны «Гибка-МА» разработки ОАО "НПК «КБМ» и центра МНИИРЭ «Альтаир» ОАО "ГСКБ «Алмаз-Антей»[13].
- в составе бронированного двухзвенного транспортера легкого класса для Заполярья и Арктики на основе унифицированной межвидовой двухзвенной гусеничной платформы (ОКР «Арктика»).[14]

## Модификации
- 9М120 — управляемая противотанковая ракета «Атака» с тандемной кумулятивной боевой частью. Дальность 6000 м. Бронепробиваемость БЧ — не менее 800 миллиметров гомогенной брони с динамической защитой (по нормали к поверхности)[15][16]. Конструкция тандемной БЧ — выдвижная.
- 9М120Ф — вариант ракеты оснащённый боевой частью комбинированного — фугасного и объемно-детонирующего действия. Предназначена для поражения укреплённых огневых точек, оборонительных сооружений, легкобронированной и небронированной техники, укрытой живой силы. Фугасность БЧ — до 9,5 кг (Тротиловый эквивалент)[16].
- 9М120Ф-1 — модификация ракеты с осколочно-фугасной боевой частью;
- 9М220 — дальность 6 000 м;
- 9М220О (9-А-2200) — модификация ракеты со стержневой БЧ для поражения летательных аппаратов. Дальность 7 000 м[17].
- 9М120-1 — ПТУР с комбинированной радиокомандной и лазерно-лучевой системой управления. Тандемная БЧ.
- 9М120-1Ф — УР с фугасной БЧ с ОДС (см. «Оружие России» (издание 2012 г.));
- 9М120-1Ф-1 — модификация осколочно-фугасной БЧ с неконтактным взрывателем, что позволяет уничтожать не только технику и инженерные сооружения, но и живую силу, в том числе защищенную бронежилетами, а также гарантированно поражать цель даже когда ракета проходит на некотором расстоянии.[18];
- 9М120М — ПТУР с тандемной БЧ, бронепробиваемость 950 мм за ДЗ, дальность 8 000 м[19][20];
- 9М120Д — ПТУР «Атака-Д» с дальностью полета до 10 000 м[21].
- Управляемые ракеты 9М120 приняты на вооружение 31 мая 1996 г. Управляемые ракеты 9М120-1, 9М120-1Ф, 9М120-1Ф-1 приняты на вооружение вооруженных сил РФ 30 июня 2014 г. в составе модернизированного самоходного противотанкового ракетного комплекса 9К132 «Штурм-СМ» (боевая машина 9П149М).

## Тактико-технические характеристики
- Максимальная дальность стрельбы:[сн 1]
  - Для наземного комплекса — от 400 м до 6000 м.
  - Для пуска с вертолёта — до 6000 м.
- Дальность взведения взрывателя БЧ: от 50 до 200 м
- Максимальная скорость полёта: 550 м/с[16]
- Калибр боевой части: 130 мм
- Длина ракеты в ТПК: 1830 мм[16]
- Длина ракеты в полёте: 2100 мм
- Масса ракеты в ТПК: 49,5 кг[16]
- Стартовая масса ракеты: 42,5 кг[22]
- Боекомплект:
  - вертолета Ми-24В (Ми-28) — 8 шт. (16)
  - боевой машины 9П149 — 12 шт.
  - боевой машины 9П149М — до 12 шт. (10 шт. при трех разных типах ракет в барабане)
  - боевой машины поддержки танков — 4 шт. на ПУ
  - боевой машины пехоты БМП-2 — 6 шт. (2 шт. на ПУ)
  - катера «Мираж» и «Светляк» — 6 шт. на ПУ
  - РРОП БМРК «Уран-9» — до 4 шт. на ПУ
- Условия боевого применения:
  - диапазон высот над уровнем моря — 0…4000 м
  - температурный диапазон — ±50 °C
  - ракета в трубе-контейнере, установленная на пусковой установке, обеспечивает возможность стрельбы после преодоления носителем водной преграды глубиной до 5 м
  - ракеты типа 9М120-1 при эксплуатации в войсках не требуют проверки на контрольно-проверочной аппаратуре.

## Галерея

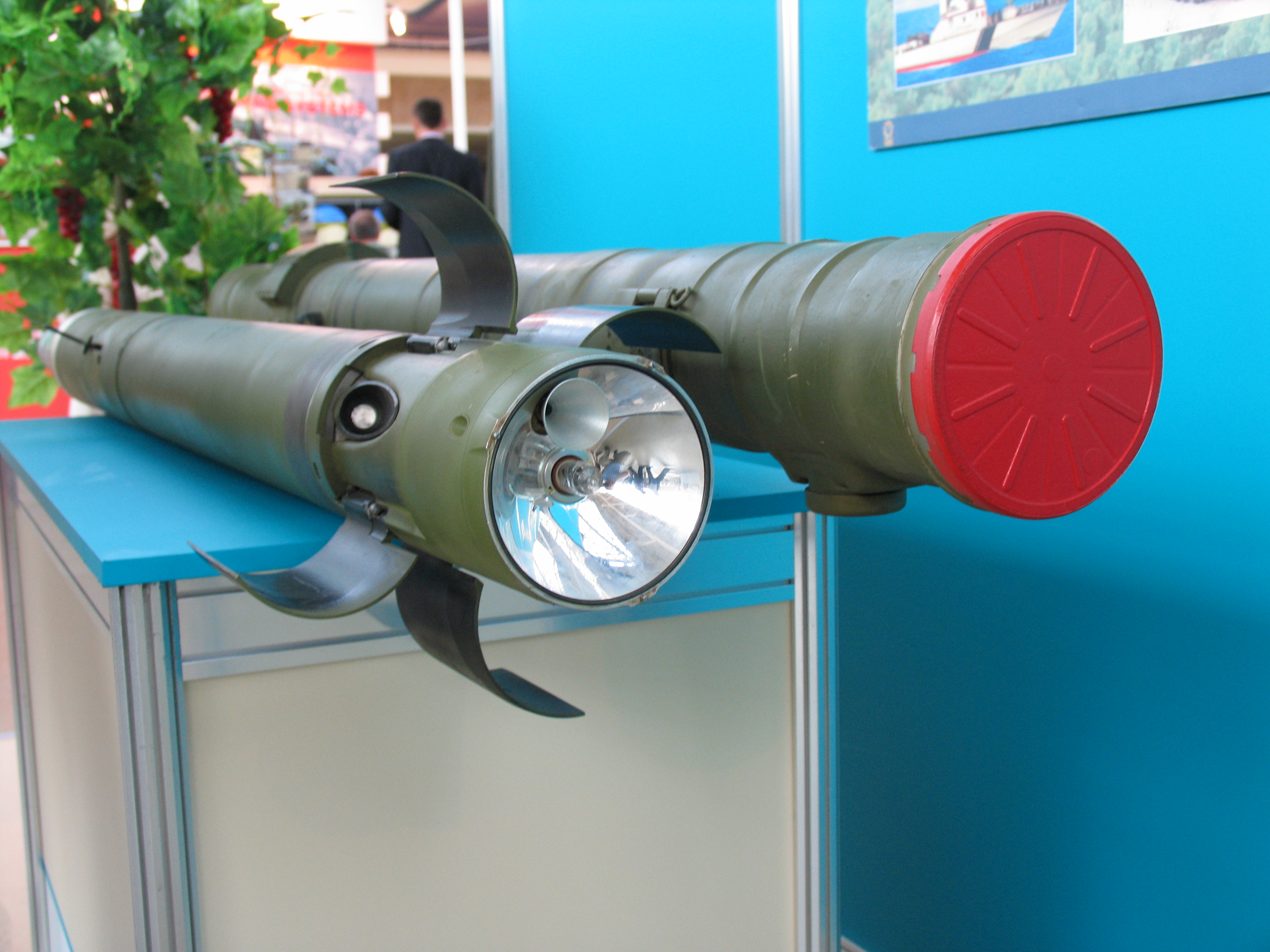
На торце расположен приёмник радиокомандного наведения и ИК излучатель. Также видно сопло, расположенное под углом.
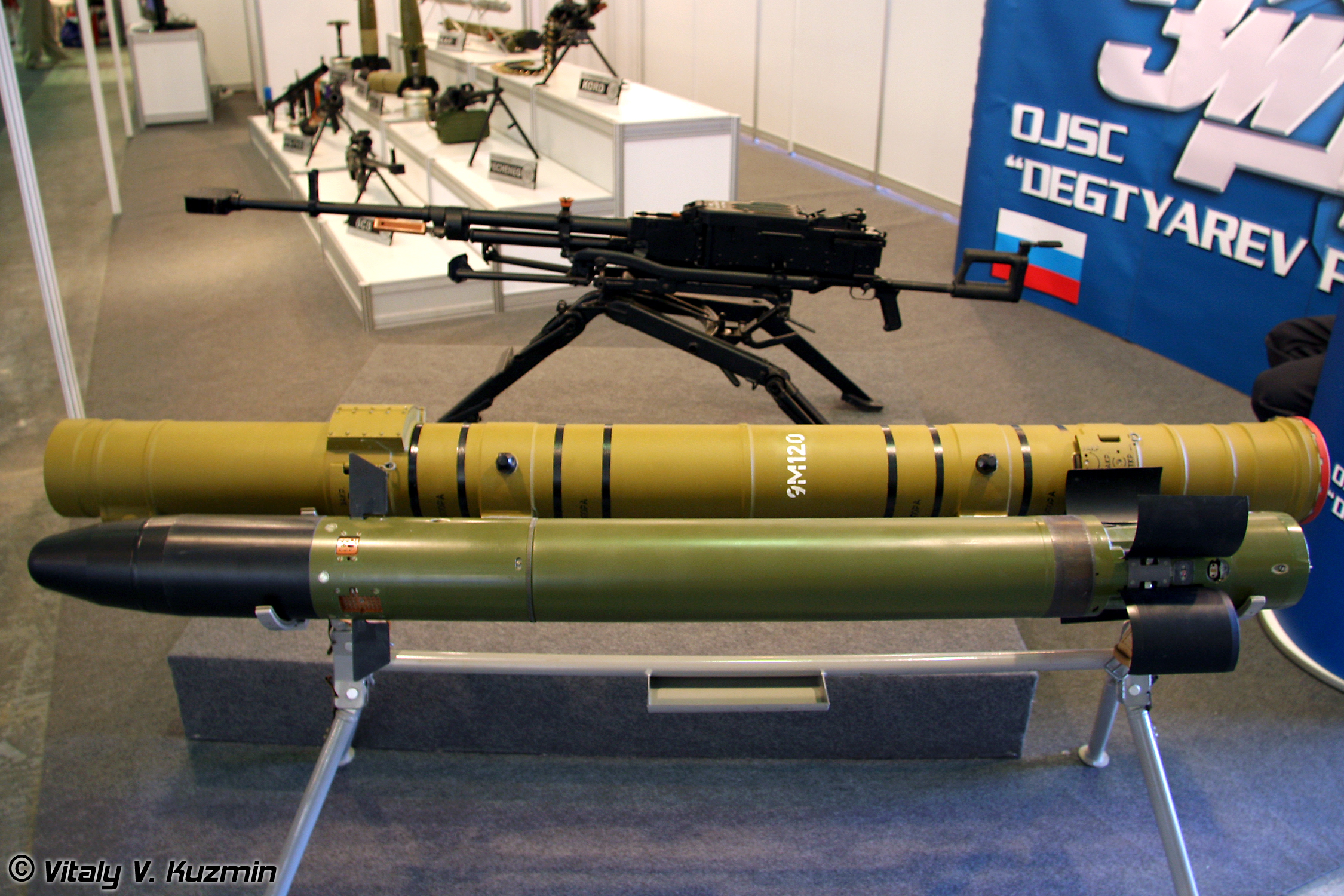
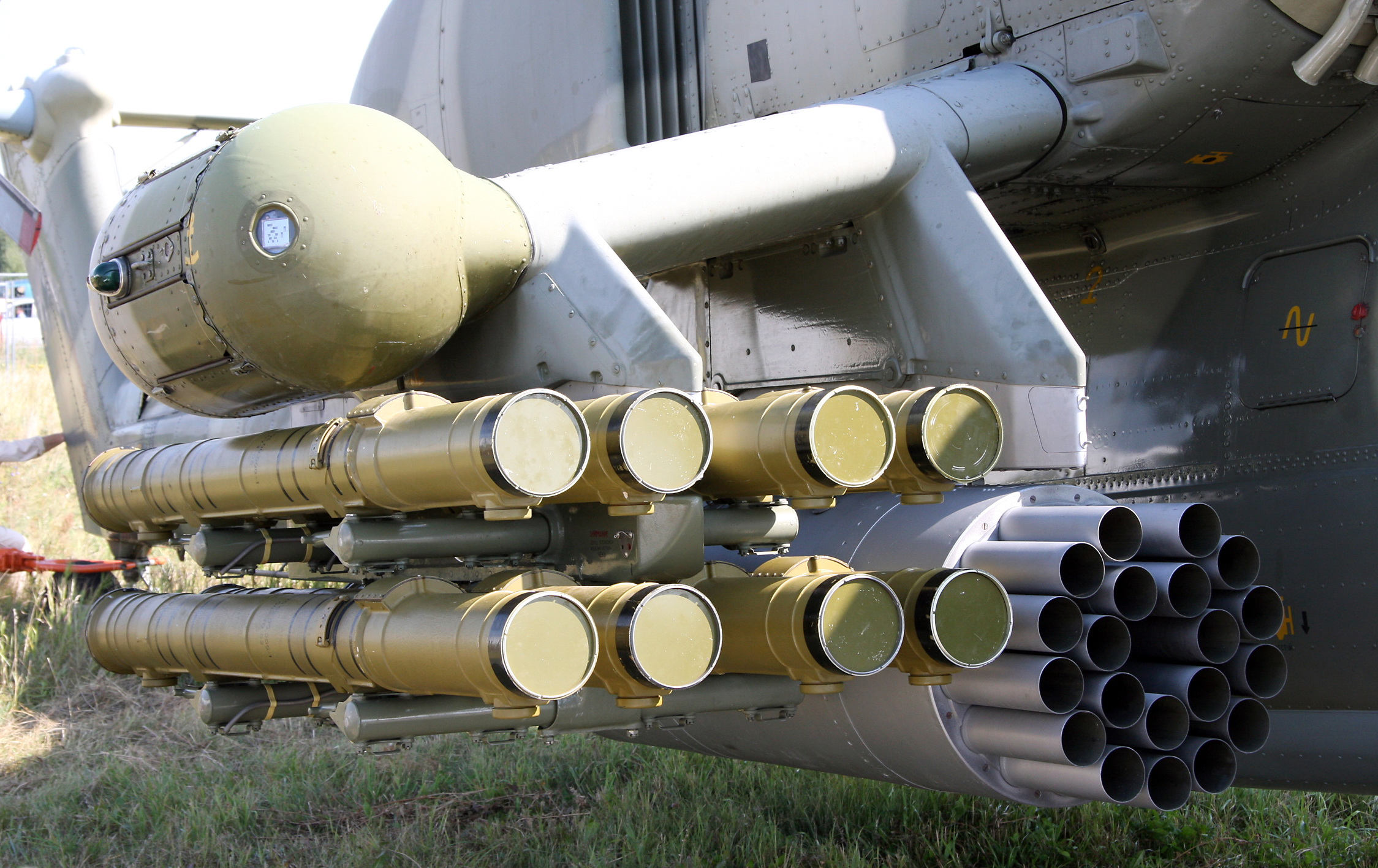
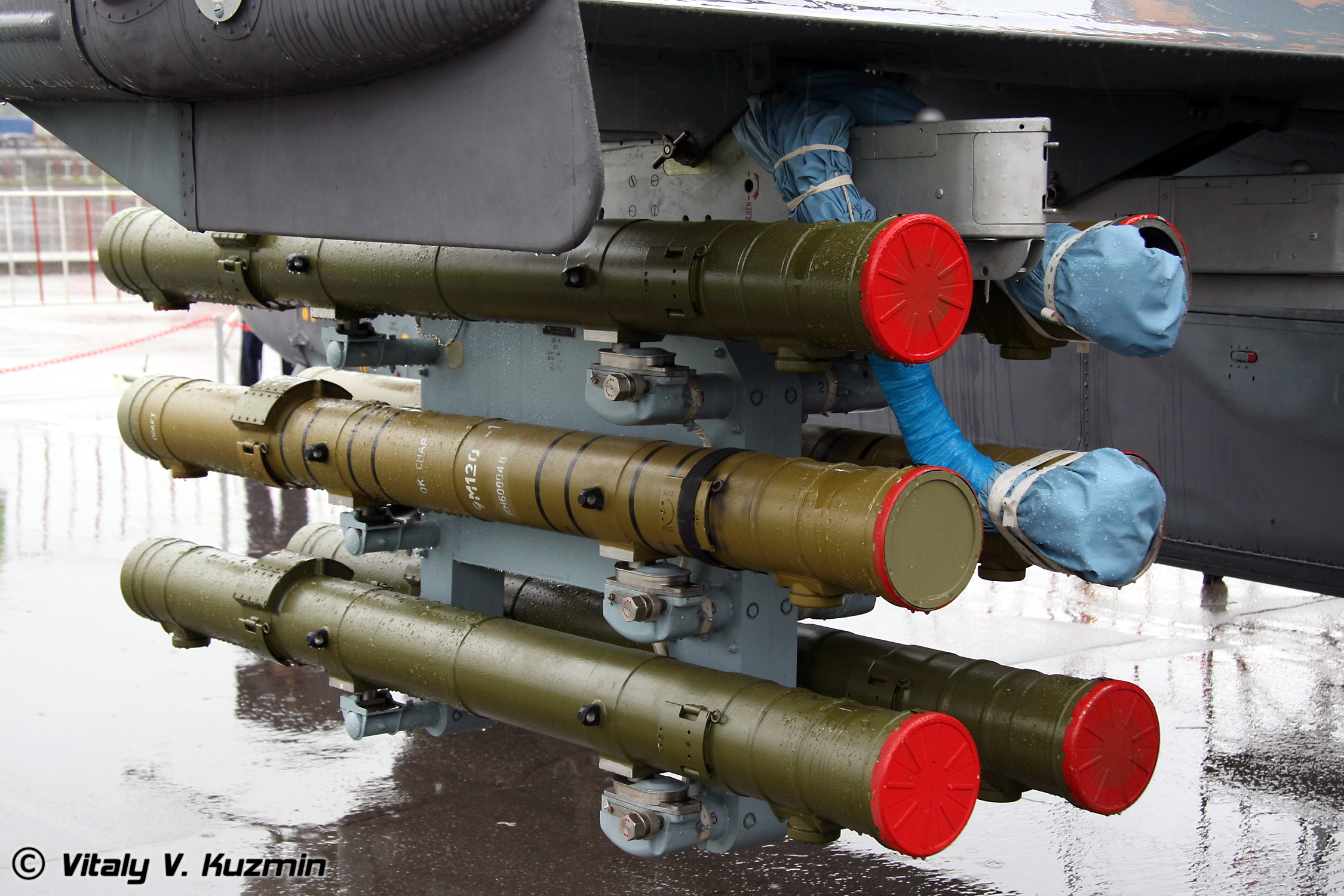
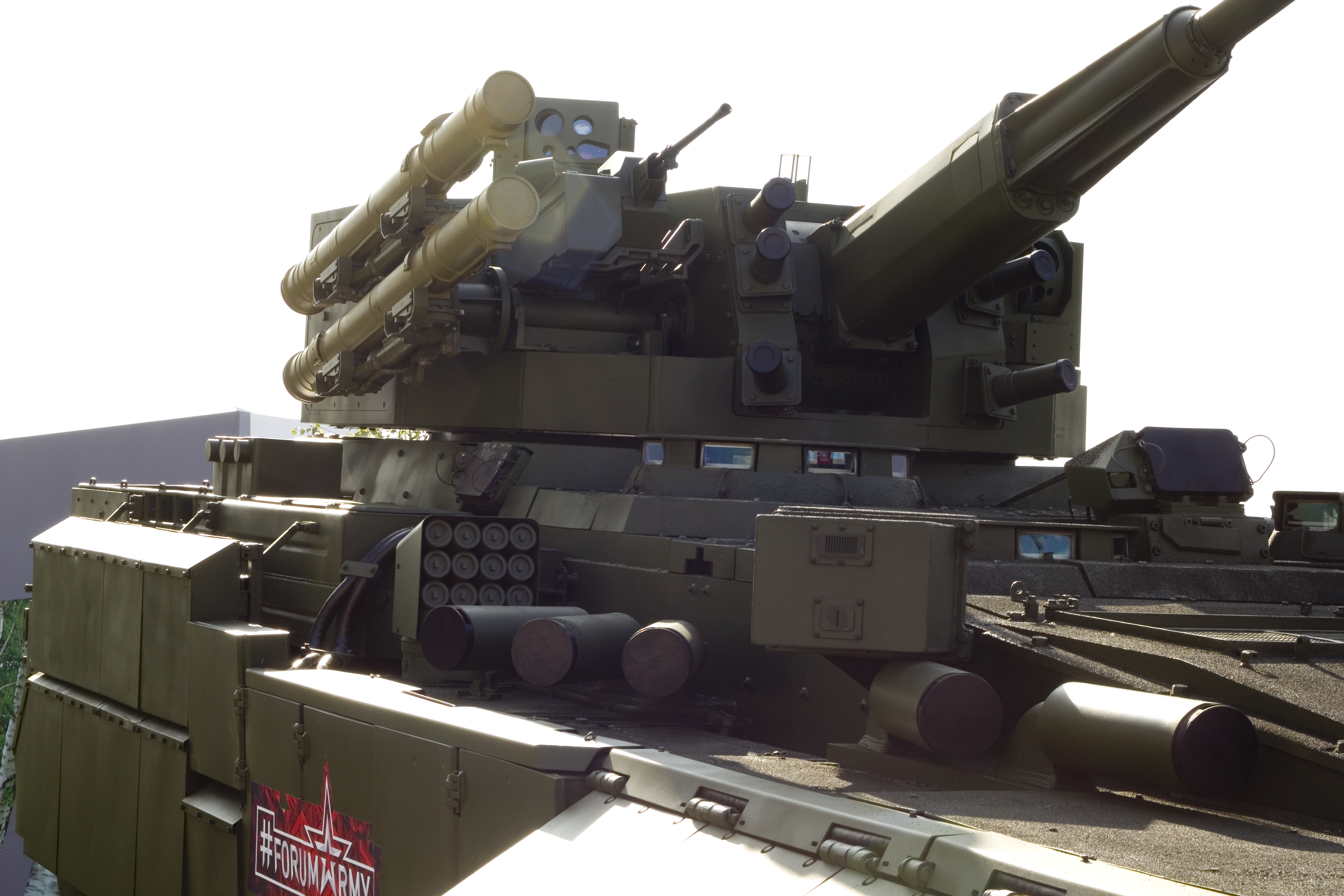
ПТУР Атака на дистанционно управляемом боевом модуле «Кинжал».